# Rio Itacolomi
Rio Itacolomi är ett periodiskt vattendrag i Brasilien.   Det ligger i delstaten Ceará, i den östra delen av landet, 1 600 km nordost om huvudstaden Brasília.
Omgivningarna runt Rio Itacolomi är huvudsakligen savann. Runt Rio Itacolomi är det glesbefolkat, med 17 invånare per kvadratkilometer.